# Xenosaga Episode I: Der Wille zur Macht
Xenosaga Episode I: Der Wille zur Macht (яп. ゼノサーガ エピソードI 力への意志 Дзэноса:га Эписо:до Ван Тикара хэ но Иси) — японская ролевая игра, разработанная Monolith Soft и выпущенная Namco в 2002 году, первая игра в серии Xenosaga. Название Der Wille zur Macht (нем. «Воля к власти») восходит к одноимённой книге немецкого философа Фридриха Ницше, в которой под этим названием понималась сила, движущая все сущее.

## Сюжет
История стартует в XXI веке, когда археологическая экспедиция находит в Африке артефакт неизвестной цивилизации, скорее всего инопланетной, погруженный до этого в озеро. Далее, спустя 4 тысячелетия, когда человечество уже давно вышло в космос, люди снова сталкиваются с этими артефактами, названными «Зохар». При соприкосновении с ними люди исчезают. У человечества возникли проблемы: на него напали неизвестные пришельцы из параллельных миров, названные «Гносис». Люди оказались бессильны противостоять им, и тогда исследовательская корпорация разрабатывает для защиты человечества искусственные формы жизни и боевых андроидов, а также экзоскелеты. Во время рейда флота корпорации он оказывается уничтожен гносисами, а немногие выжившие оказываются вовлечены в борьбу с таинственной организацией U-Tic, ставящей целью с помощью пришельцев добиться неограниченной власти и личного могущества и бессмертия для её членов. Также они желают добиться преобразования человечества, с выходом его на новый, небиологический уровень развития. В ходе событий герои нередко встречаются с разными моментами истории, больше узнают о своем внутреннем мире, а также о целях своих противников. Оказывается, что люди сами «пригласили» гносисов в свой мир благодаря исследованиям пространства и времени и попыткам получить неограниченную власть над природой.

## Персонажи
В игре множество действующих лиц, как второстепенных, так и ключевых. Игровых персонажей всего 6, каждый обладает какими-то особенностями, делающими его непохожим на других.
1) Shion Uzuki — инженер компании Vector, разработчик боевых систем для защиты от гносисов, главная героиня.
2) KOS-MOS — боевой андроид, созданный Шион, играет важную роль в противостоянии врагам героев.
3) Ziggy — киборг, посланный для спасения одного из персонажей и вовлеченный в события.
4) Chaos — таинственный юноша с чертами ангела, один из немногих уцелевших с загадочной планеты.
5)Jr. — юный руководитель колонии в открытом космосе, мастер стрельбы из пистолетов.
6) MOMO — релианка (искусственный человек) нового поколения, созданная для борьбы с инопланетной угрозой и представляющая интерес для организации.

## Игровой процесс
Типичен для японской ролевой игры, но имеет ряд специфических и уникальных отличий. Партия героев перемещается по карте, представленная лидером. Игровой процесс сочетает как обычное исследование локаций, так и необычные задачи: стелс-миссии, когда требуется избегать врагов (столкновение может быть неизбежно смертельным) или аркадные моменты (убежать, минуя препятствия, от преследователей). Все враги видны на карте, и отображаются на радаре. Стычки с ними можно избежать, если перейти с бега на бесшумную ходьбу и незаметно проскочить за спиной противника. В случае стычки действие выносится на отдельную арену, где происходит пошаговое сражение. На каждое действие тратятся очки действия. Герои могут в каждый ход атаковать два раза или защитится, накопив энергии на спецатаку. Также им доступна магия — атакующая и поддерживающая. Некоторые персонажи могут использовать в бою пилотируемых роботов A.G.W.S. (antignosis weapon system). За счет специальной шкалы можно атаковать врага вне своего хода или контратаковать. Враги тоже могут этим пользоваться. Между локациями герои перемещаются на космических кораблях или с помощью пространственного метро (U.M.N.), с помощью которого можно вернуться в любую локацию, даже уничтоженную. Часть событий протекает в подсознании героев, с помощью образов которого создаются локации. Особенно большое место уделяется сюжету: в игре много длительных неинтерактивных видеовставок, где раскрываются отношения героев и их внутренние переживания. Это роднит игру с кинематографом. В игре почти нет характерной для jRPG «карты мира». Дополнительно в определённых точках мира можно участвовать в мини-играх, позволяющих отдохнуть и заработать полезные бонусы.

## Ролевая система
Сочетает в себе и восточный, и западный подход. С одной стороны, характеристики персонажей увеличиваются автоматически, по мере набора опыта в боях. Но с другой, игрок сам может выбрать направление развития каждого героя, расходуя специальные очки для изучения новых умений в дереве способностей. Также он может сам укомплектовывать их вооружение и броню. Имеется возможность извлечь из найденных артефактов скиллы, например, защищающие от влияния негативных статусов (яд, замешательство…) Все персонажи развиваются параллельно, и игрок может в любой момент переукомплектовать команду по своему усмотрению.

## Оценки
| Сводный рейтинг | Сводный рейтинг |
| Агрегатор       | Оценка          |
| --------------- | --------------- |
| GameRankings    | 83,87 %         |

Научно-фантастическая игра получила признание игроков и высокую оценку критики в первую очередь благодаря глубокому сюжету, тщательной проработке персонажей и множеству аллюзий и отсылок ко всем областям человеческой культуры — от религии до квантовой физики.